# Poziv na ples
«Poziv na ples» — музичний альбом гурту Novi fosili. Виданий 1987 року лейблом Jugoton. Загальна тривалість композицій становить 39:09. Альбом відносять до напрямку поп.

## Список пісень
Сторона A
1. «Ja sam za ples» — 2:30
2. «Saša» — 4:10
3. «Još te volim» — 3:15
4. «Šu — šu» — 3:37
5. «Ma nemoj» — 2:47
6. «Moj prijatelj Anu ljubi» — 3:20

Сторона B
1. «Jedna suza» — 3:10
2. «Putuj sretno» — 2:36
3. «Milena» — 3:42
4. «Mario» — 3:20
5. «Za dobra, stara vremena» — 3:52
6. «Bobi No. 1» — 2:50